# 勝熙
勝熙（： Seung Hee，1996年1月25日—），本名玄勝熙（현승희），韓國女歌手，韓國女子组合Oh My Girl的成員，擔任主唱。勝熙在年幼已多次亮相舞台，參加全國性的歌唱競選及選秀節目。2015年正式以Oh My Girl出道，經紀公司為WM娛樂。

## 演藝生涯

### 出道前
1996年1月25日出生于江原道春川市，老家與同團團員Binnie家只差5分鐘。自小抱有歌手的梦想，出演了《全国歌唱大賽》、《驚人的大會-Star King》等電視節目，她後來也激發Binnie成為童星。在2010年初中三年級時，参加了選秀節目《SUPER STAR K2》，起初希望加入舞蹈組，但在試鏡後被認為舞蹈實力不足，因此最終加入歌唱組。最終結果，勝熙在一眾曾受過專業歌唱訓練的參賽者中脫穎而出，成功打入Top 11並晉身「本選舞台」（即決賽），在節目中，她的歌唱實力被受認同，更被封為「小寶兒」，但卻有忘詞的弱點，在演唱2AM的《Never let you go》時便曾因過度緊張而忘詞，在2019年曾經在MBC節目中回憶此事。此外，勝熙亦曾參加《神秘音樂秀：蒙面歌王》，小小的年紀已擁有相當多的競演經驗。

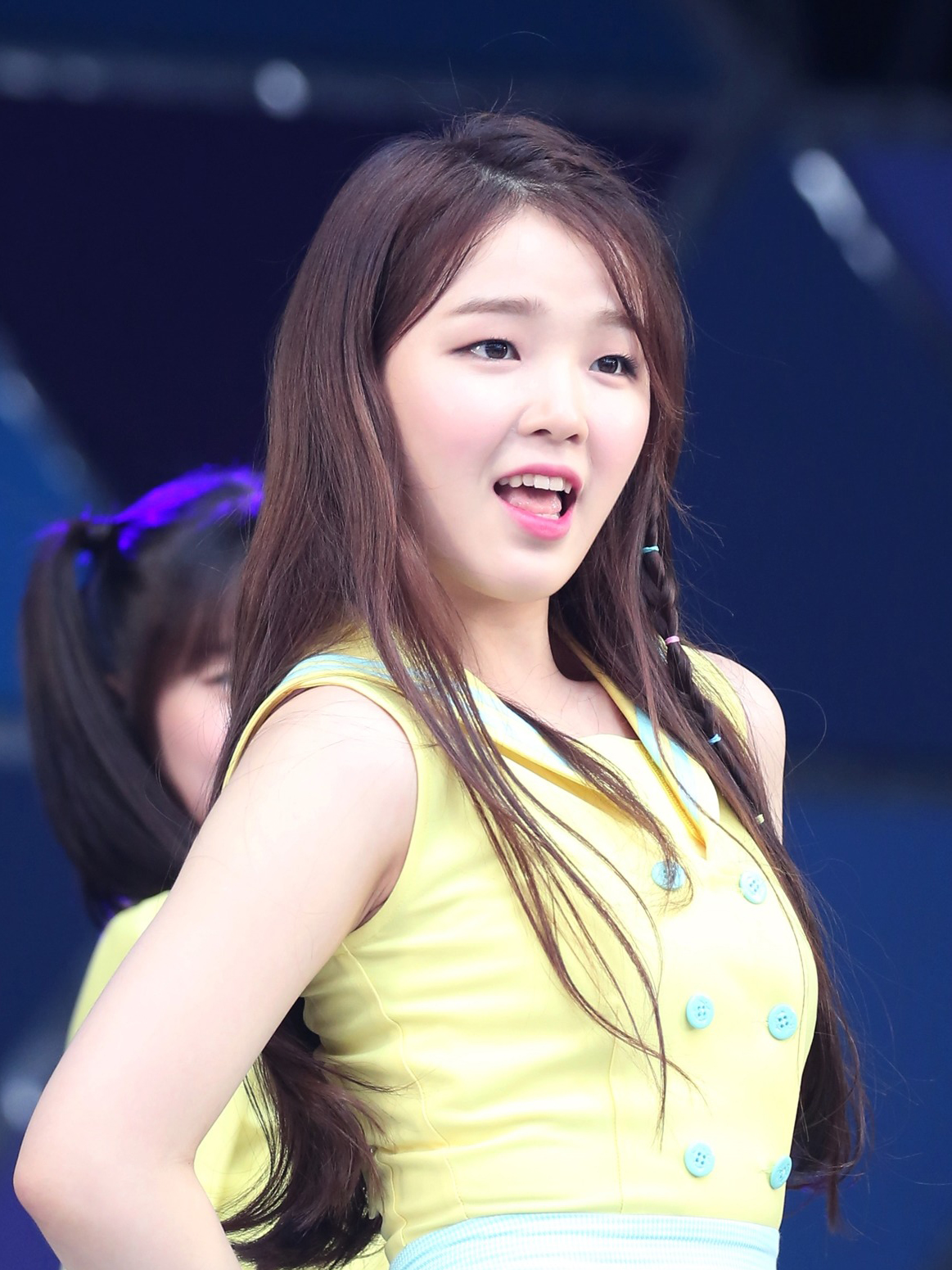
攝於2016年首爾

勝熙從小參加比賽時沒有接受過正規的歌唱訓練，她只在小學時學習過基本的聲線練習，並透過參加比賽磨練實力。自升上中學後，她在學校獲得多次演唱機會。
勝熙小學就讀於泉田初等學校，初中為裕鳳女子中學校，高中則在韓國藝術高等學校音樂系畢業。
2014年，成為宣美《Full Moon》的幕後高音和聲歌手。

### Oh My Girl（2015年至今）
在出道前，勝熙曾經歷多次試鏡失敗，曾為宣美 《Full Moon》、4 Minute 擔任幕後和聲歌手.最終在2014年成功加入WM娛樂成為練習生，只訓練三個月便出道成為隊內最短，全因年輕時已累積的無數舞台經驗及高水平的現場演唱實力。2015年正式以Oh My Girl主唱身份出道，在出道曲《CUPID》的MV多次以C位亮相，並負責最多的歌唱部份。隨著隊友人氣的提升，及後在C位的時間與其他人氣隊友如YooA等持平。但由於主唱的身份，她依然能在音樂節目的現場演唱中獲得大量特寫。此外，勝熙的Rap水平亦相當不俗。
除了團體活動之外，勝熙亦多次以個人身份推出多首OST作品，包括《愛情的溫度》的《You Are》。
2019年11月7日，勝熙獲邀WBSC2019年世界棒球12強賽南韓對加拿大的賽前演唱韓國國歌。
2019年12月23日，SBS電視台宣佈2019年《SBS歌謠大戰》中，勝熙將與MAMAMOO隊長兼共主唱Solar、Red Velvet主唱Wendy及GFRIEND領唱Eunha合作表演的動畫OST舞台，然而Wendy在綵排期間意外掉下舞台重傷而無法參與。12月25日聖誕節當日，勝熙與Solar和Eunha順利完成表演。

## 音樂作品
| 专辑                                                            | 收錄歌曲 |
| --------------------------------------------------------------- | --- |
| 蒙面歌王 第31集 - 发售日期: 2015年11月1日                       | - 星星 - 捕鲸 |
| 专辑                                                            | 收錄歌曲 |
| Two Yoo Project - Sugar Man Part.33 - 发售日期: 2016年6月1日    | - Puyo Puyo |
| 专辑                                                            | 收錄歌曲 |
| 偶像主唱联盟 - Girl Spirit EPISODE 04 - 发售日期: 2016年8月10日 | - CHEER UP |
| 专辑                                                            | 收錄歌曲 |
| 偶像主唱联盟 - Girl Spirit EPISODE 06 - 发售日期: 2016年8月24日 | - 24小時也不夠 + NoNoNo                                                                                             |
| 专辑                                                            | 收錄歌曲 |
| 偶像主唱联盟 - Girl Spirit EPISODE 07 - 发售日期: 2016年8月31日 | - Maybe I love You + 戀人                                                                                           |
| 专辑                                                            | 收錄歌曲 |
| 一首歌的诞生 TRACK 8 - 发售日期: 2016年11月24日                 | - I`ll Be Free (Prod. By KANGTA X 宋光碩)                                                                           |
| 专辑                                                            | 收錄歌曲 |
| 爱情的温度 OST Part.1 - 发售日期: 2017年9月25日                 | - You Are |
| 专辑                                                            | 收錄歌曲 |
| 加油吧威基基 OST Part.5 - 发售日期: 2018年3月5日                | - 心動的腳步 |
| 专辑                                                            | 收錄歌曲 |
| Lovely Horribly OST Part.1 - 发售日期: 2018年8月20日            | - WHO - WHO (Inst.)                                                                                                 |
| 专辑                                                            | 收錄歌曲 |
| 我唯一的守護者 OST Part.2 - 发售日期: 2018年9月29日             | - 也没有那樣的人 - 也没有那樣的人 (Acoustic Ver.) - 也没有那樣的人 (Inst.) - 也没有那樣的人 (Acoustic Ver.) (Inst.) |
| 专辑                                                            | 收錄歌曲 |
| 會讀心術的那小子 OST Part.3 - 发售日期:2019年4月9日             | - Sunny Day - Sunny Day (Inst.)                                                                                     |
| 专辑                                                            | 收錄歌曲 |
| Start-Up OST Part.4 - 发售日期:2020年10月25日                   | - I Know |
| 专辑                                                            | 收錄歌曲 |
| 芭妮與哥哥們 OST Part.3 - 发售日期:2020年12月9日                | - 有天需要說明的夜晚                                                                                                |
| 专辑                                                            | 收錄歌曲 |
| 優秀巫師賈斗心 OST Part.2 - 发售日期:2021年8月20日              | - Dear My Night - Dear My Night (Inst.)                                                                             |

## 其他作品

### 電視劇
- 2015年 TV朝鲜 人生補時 - 飾演 玄胜熙 (主演)
- 2019年 烏龜頻道 - 飾演 光娜 (主演)
- 2023年 KBS 綠洲 - 飾演 咸陽子
- 2024年 tvN 正年 - 飾演 朴草綠

### 綜藝節目
| 年度 | 電視台    | 節目                            | 角色                                     | 備註                                         |
| ---- | --------- | ------------------------------- | ---------------------------------------- | -------------------------------------------- |
| 2007 | KBS1      | 《全國歌唱大賽》                | 參賽者                                   | 2007年1月7日 江原道麟蹄郡篇 - 優秀獎         |
| 2007 | SBS       | 《驚人的大會-Star King》        | 參賽者                                   | 小BoA                                        |
| 2008 | KBS2      | 《對決歌曲真好》                | 嘉賓                                     |                                              |
| 2010 | Mnet      | 《Super Star K2》               | 參賽者                                   | EP1 - 8                                      |
| 2015 | MBC       | 《神秘音樂秀：蒙面歌王》        | 參賽者                                   | 2015年11月1日 (EP31)                         |
| 2016 | JTBC      | 《Two Yoo Project - Sugar Man》 | 嘉賓                                     | 2016年6月1日 (EP33)                          |
| 2016 | JTBC      | 《Girl Spirit》                 | 參賽者                                   | 2016年7月19日 - 2016年9月29日 (EP1 - 11)     |
| 2016 | tvN       | 《歌曲的誕生》                  | 參賽者 (參賽曲 -I'll be free)            | 2016年11月23日                               |
| 2016 | KBS2      | 《不朽的名曲：傳說在歌唱》      | 參賽者 (參賽曲 - 氣球)                   | 2016年12月10日 (EP281)                       |
| 2017 | KBS2      | 《新年特輯 - 家門的榮幸》       | 參賽者                                   | 2017年1月27日                                |
| 2017 | KBS2      | 《不朽的名曲：傳說在歌唱》      | 參賽者 (參賽曲 - 雖然那時像人偶一樣在笑) | 2017年3月4日 (EP293)                         |
| 2017 | SBS       | 《DJ Show Triangle》            |                                          |                                              |
| 2017 | KBS2      | 《不朽的名曲：傳說在歌唱》      | 參賽者 (參賽曲 - 朗朗18歲)               | 2017年7月15日 (EP312)                        |
| 2017 | JTBC      | 《認識的哥哥》                  | 嘉賓                                     | 2017年12月30日 (EP108)                       |
| 2018 | MBC       | 《2018春節偶像明星運動會》      | 參賽者                                   | 2018年2月15日                                |
| 2018 | TV朝鮮    | 《전설의 볼링》                 | 嘉賓                                     | 2018年4月13日 (EP5)                          |
| 2018 | KBS2      | 《不朽的名曲：傳說在歌唱》      | 參賽者 (參賽曲 - 戀歌、去春村的火車)     | 2018年6月9日 (EP357) - 2018年7月14日 (EP361) |
| 2018 | tvN       | 《食糧日記 炒雞湯篇》           | 嘉賓                                     | 2018年7月25日 (EP8)                          |
| 2018 | tvN       | 《驚人的星期六》                | 嘉賓                                     | 2018年9月15日 (EP24)                         |
| 2018 | MBC       | 《意外的Q》                     | 嘉賓                                     |                                              |
| 2019 | KBS2      | 《The hit》                     | 嘉賓                                     |                                              |
| 2019 | JTBC      | 《認識的哥哥》                  | 嘉賓                                     | 2019年3月30日 (EP173)                        |
| 2019 | MBC       | 《現在1位是》                   | 嘉賓                                     | 2019年4月19日 - 2019年4月26日 (EP5, 6)       |
| 2019 | TV朝鮮    | 《Miss Root》                   | 導師                                     | 2019年2月28日 - 2019年5月2日                 |
| 2019 | MBC       | 《神秘音樂秀：蒙面歌王》        | 參賽者                                   | 2019年6月9日 - 2019年6月16日 (EP207, 208)    |
| 2019 | FashionN  | 《follow me 11》                | 主持                                     | 2019年4月18日 - 2019年7月18日                |
| 2019 | JTBC2     | 《惡評之夜》                    | 嘉賓                                     | 2019年7月19日 (EP5)                          |
| 2019 | MBC       | 《長時間也漂亮》                | 固定嘉賓                                 | 2019年7月25日 - 2019年8月1日                 |
| 2019 | SBS       | 《Running Man》                 | 嘉賓                                     | 2019年7月28日                                |
| 2019 | MBC       | 《Radio Star》                  | 嘉賓                                     | 2019年8月28日                                |
| 2019 | tvN       | 《Player》                      | 主持                                     | 2019年10月27日                               |
| 2019 | FashionN  | 《follow me 12》                | 主持                                     | 2019年10月30日 - 2019年12月18日              |
| 2019 | MBC       | 《My Little Television V2》     | 嘉賓                                     | 2019年12月23日                               |
| 2020 | tvN       | 《更窮遊豪華團》                | 嘉賓                                     | 2020年1月27日 - 2020年2月20日                |
| 2020 | Netflix   | 《明星來解謎_(第三季)》         | 嘉賓                                     | 2020年                                       |
| 2021 | TV朝鮮    | 《愛的呼叫中心》                | 嘉賓                                     | 2021年2月5日                                 |
| 2021 | Channel A | 《Friends》                     | 固定MC                                   | 2021年2月17日 - 2021年5月5日                 |
| 2021 | SBS       | 《叢林的法則》                  | 嘉賓                                     | 2021年5月8日 - 2021年5月15日                 |
| 2021 | KBS2      | 《新品上市 便利餐廳》           | 嘉賓                                     | 2021年9月17日 - 2021年10月1日                |
| 2022 | Mnet      | 《TMI NEWS SHOW》               | 嘉賓                                     | 2022年4月6日                                 |
| 2022 | KBS2      | 《柳熙烈的寫生簿》              | 嘉賓                                     | 2022年6月10日                                |
| 2023 | SBS       | 《環環相扣的老故事》            | 嘉賓                                     | 2023年7月20日                                |

### 电台
- 2015年 SBS PowerFM 异国情调青年街
- 2015年 MBC标准FM 胡庆焕的星夜
- 2015年 SBS Power FM 朴素贤的爱情游戏

### MV
- 2013年 任昌丁 〈請開門〉

## 获獎經歷
- 江原道民謠歌唱大會 金奖
- 全国民謠歌唱大會 銅獎
- KBS全国歌唱大賽 八道名物總集合 人气奖
- KBS全国歌唱大賽 上半年度 人气奖
- KBS全国歌唱大賽 优秀奖

## 外部連結
- hyun_maxiang （页面存档备份，存于） - 勝熙的Instagram帳號